# Bikkia moluccana
Bikkia moluccana är en måreväxtart som beskrevs av Karl Suessenguth, Troll och Dragend.. Bikkia moluccana ingår i släktet Bikkia och familjen måreväxter.
Artens utbredningsområde är Moluckerna. Inga underarter finns listade i Catalogue of Life.